# Carmen Avram

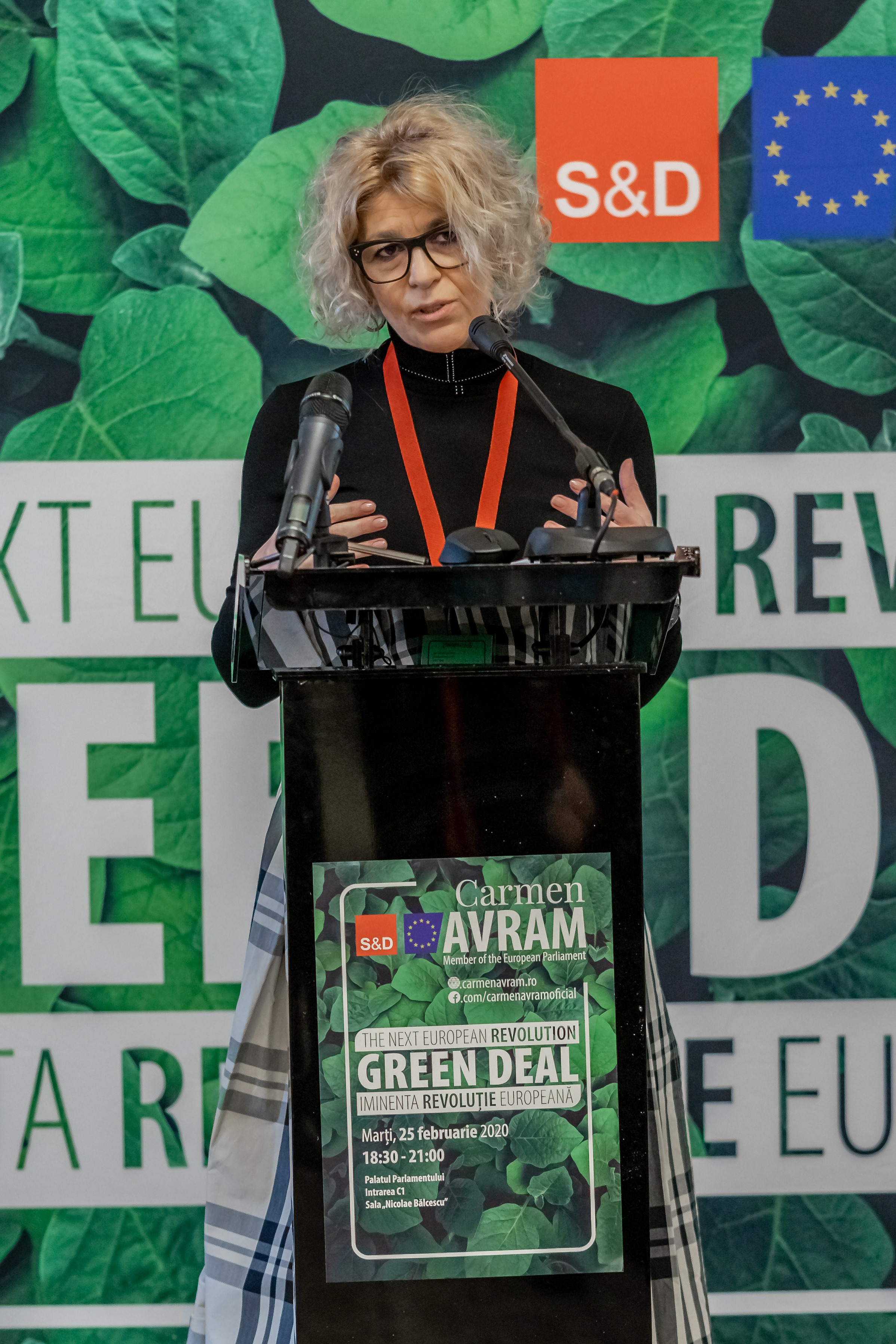
Carmen Avram, 2020

Carmen Avram (* 8. Mai 1966 in Viseu de Sus, Rumänien) ist eine rumänische Journalistin und Politikerin (Partidul Social Democrat).

## Leben
Bei der Europawahl 2019 erhielt sie ein Mandat im Europaparlament. Dort gehört sie der Fraktion der Progressiven Allianz der Sozialdemokraten im Europäischen Parlament an. Sie vertat ihre Fraktion als Mitglied im Ausschuss für Landwirtschaft und ländliche Entwicklung, in der Delegation im Parlamentarischen Partnerschaftsausschuss EU–Armenien, im Ausschuss für parlamentarische Kooperation EU–Aserbaidschan und im Parlamentarischen Assoziierungsausschuss EU–Georgien, in der Delegation für die Beziehungen zu Israel sowie in der Delegation für die Parlamentarische Versammlung EURO-NEST. 2024 schied sie aus dem Europaparlament aus.